# Eduardo Neto
Eduardo Neto est un footballeur brésilien né le 24 octobre 1988 à Salvador. Il évolue au poste de milieu défensif.

## Biographie
Eduardo Neto a joué au Brésil, au Portugal, en Ukraine et au Japon.
Il participe à la Copa Sudamericana et à la Ligue des champions d'Asie. Il atteint les quarts de finale de la Ligue des champions d'Asie en 2017 avec le Kawasaki Frontale.
Le 16 juillet 2018, il s'engage avec le club japonais du Nagoya Grampus jusqu'au 31 janvier 2020.

## Palmarès
- Vainqueur de la Taça Guanabara en 2008 avec Botafogo
- Vainqueur de la Taça Rio en 2008 avec Botafogo
- Vainqueur du Campeonato Carioca en 2010 avec Botafogo
- Championnat du Japon en 2017